# Quebrada de Humahuaca
La Quebrada de Humahuaca è un'ampia valle situata nella provincia di Jujuy nell'Argentina nord-occidentale, a circa 1 649 km da Buenos Aires. È lunga circa 155 chilometri, con orientamento nord-sud, delimitata dall'Altopiano Andino ad ovest e a nord, dalle colline sub-andine ad est, e dalle temperate Valles Templados a sud.
La Quebrada de Humahuaca è una valle montuosa semi-arida lunga circa 155 chilometri nel nord-ovest della provincia di Jujuy in Argentina. Inizia nei pressi di San Salvador de Jujuy (1 259 m) e sale fino alla città di Humahuaca (2 950 m). La valle è delimitata a ovest e a nord dall'altopiano di Puna e a est dalle Sierras Subandinas.
La gola è dominata dal Río Grande de Jujuy, che danneggia ripetutamente la strada e la linea ferroviaria in disuso per Humahuaca. Le montagne su entrambi i lati della valle sono spoglie e non hanno quasi nessuna vegetazione.
La Quebrada de Humahuaca è stata dichiarata Patrimonio dell'Umanità dall'UNESCO il 2 luglio 2003, e riserva della biosfera nel 2007.

## Storia

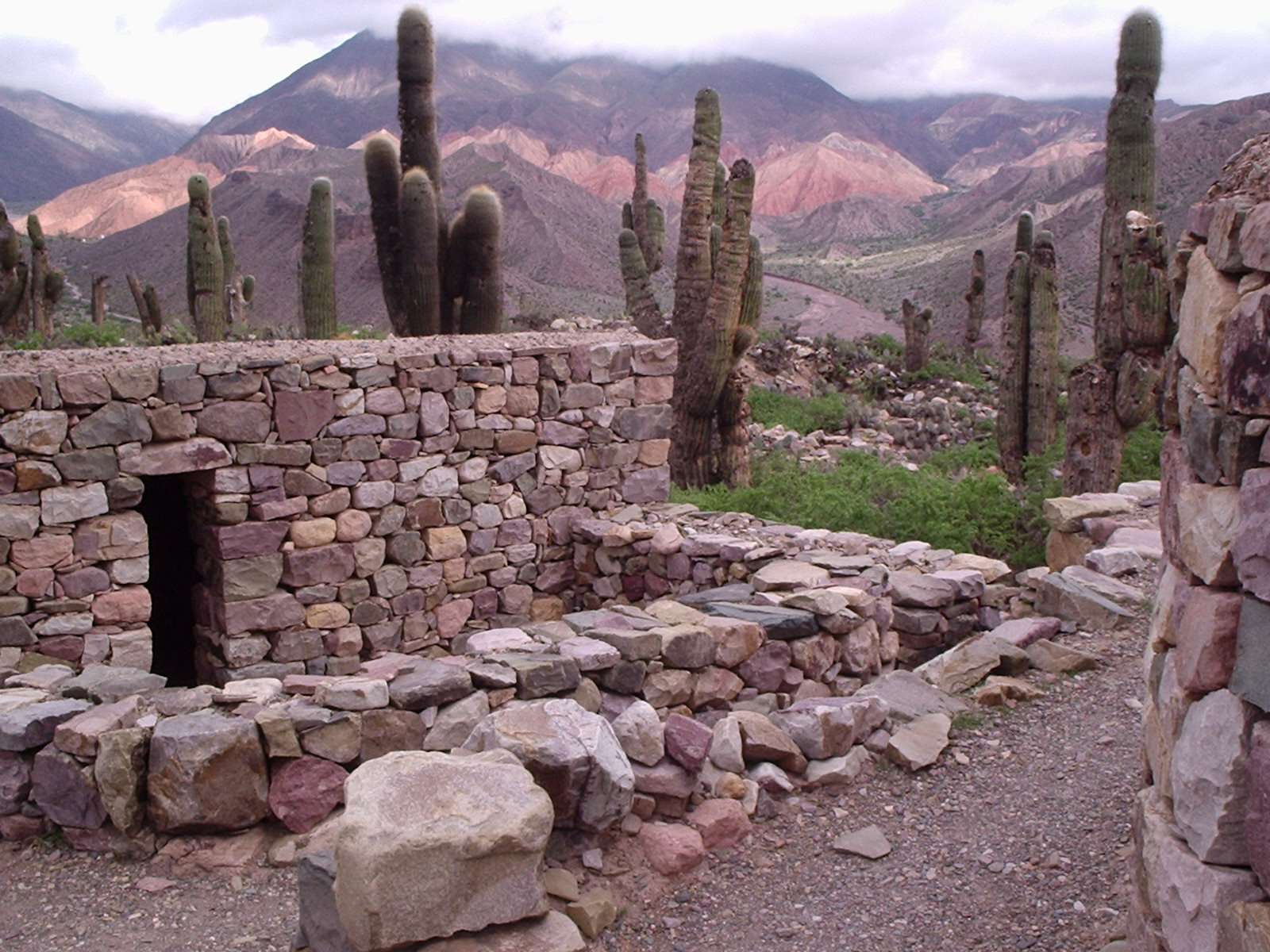
Muri in pietra della fortezza precolombiana di Pucará de Tilcara, circondata da cactus candelabro, con vista sulle montagne colorate della Quebrada de Humahuaca sullo sfondo.

La Quebrada de Humahuaca era già abitata più di 10 000 anni fa ed è stata continuamente utilizzata come via commerciale e culturale. Siti archeologici e architettonici documentano lo sviluppo delle società di cacciatori-raccoglitori (a partire dal 9000 a.C. circa), dei primi agricoltori, dei grandi insediamenti precolombiani, della dominazione Inca e del periodo coloniale. In epoca precolombiana vi abitavano diverse popolazioni indigene, tra cui gli Omaguaca, che costruirono la fortezza di Pucará de Tilcara. Durante il periodo coloniale, la gola era un'importante via di comunicazione tra il Vicereame del Perù e il Río de la Plata. La valle ha svolto anche un ruolo strategico nelle guerre d'indipendenza sudamericane.

## Caratteristiche

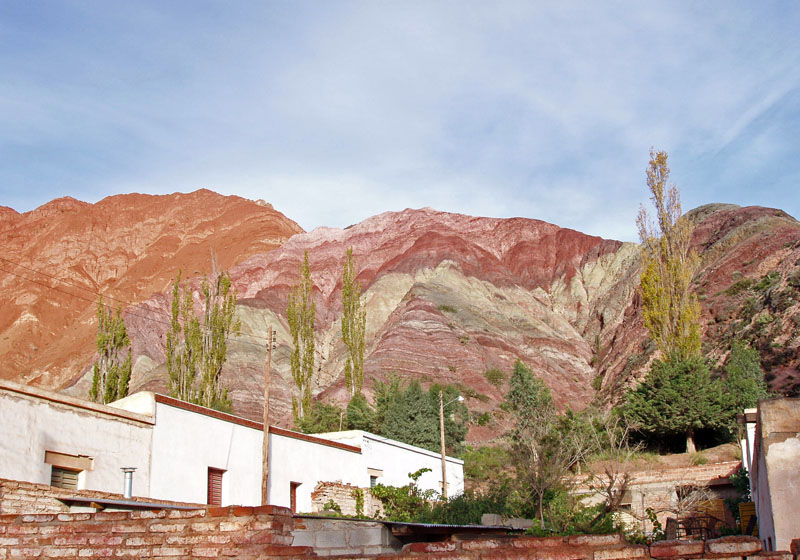
Purmamarca

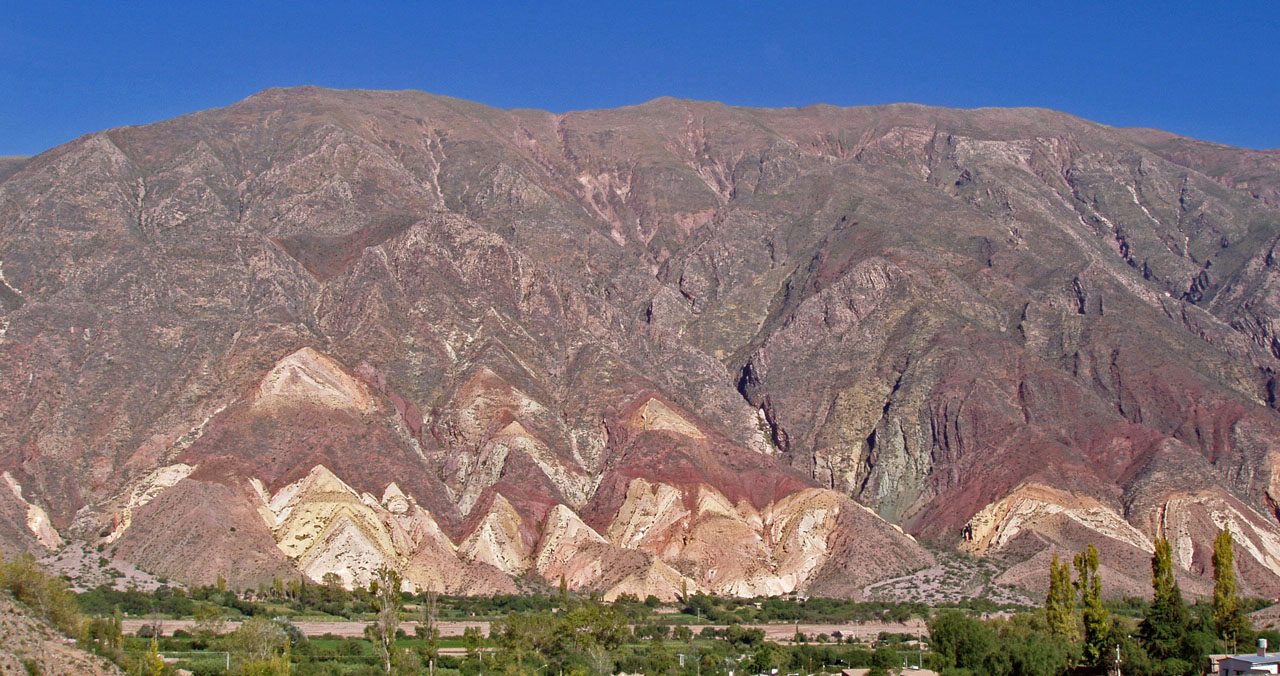
La Paleta del Pintor (La Tavolozza del Pittore) vicino a Maimará, villaggio della Quebrada

Il nome quebrada (letteralmente "spaccatura") sta ad indicare una valle profonda o una gola. Prende il proprio nome da Humahuaca, una cittadina di 11 000 abitanti che sorge nella media valle. Il Río Grande, che in inverno è completamente prosciugato, scorre copiosamente lungo la Quebrada in estate.
La regione è sempre stata un crocevia per la comunicazione economica, sociale e culturale. È abitata da 10.000 anni, fin dai primi insediamenti delle società di caccia-raccolta, attestati dalla grande quantità di reperti preistorici. Era una via di transito per le carovane al tempo dell'Impero Inca, nel XV secolo, e successivamente un importante collegamento fra il Vicereame del Río de la Plata e il Vicereame del Perù, nonché il teatro di numerose battaglie della Guerra d'indipendenza argentina.
Il fiume Grande de Jujuy, un sub-affluente del fiume Paraguay, è asciutto in inverno e scorre abbondantemente nel fiume Quebrada in estate.

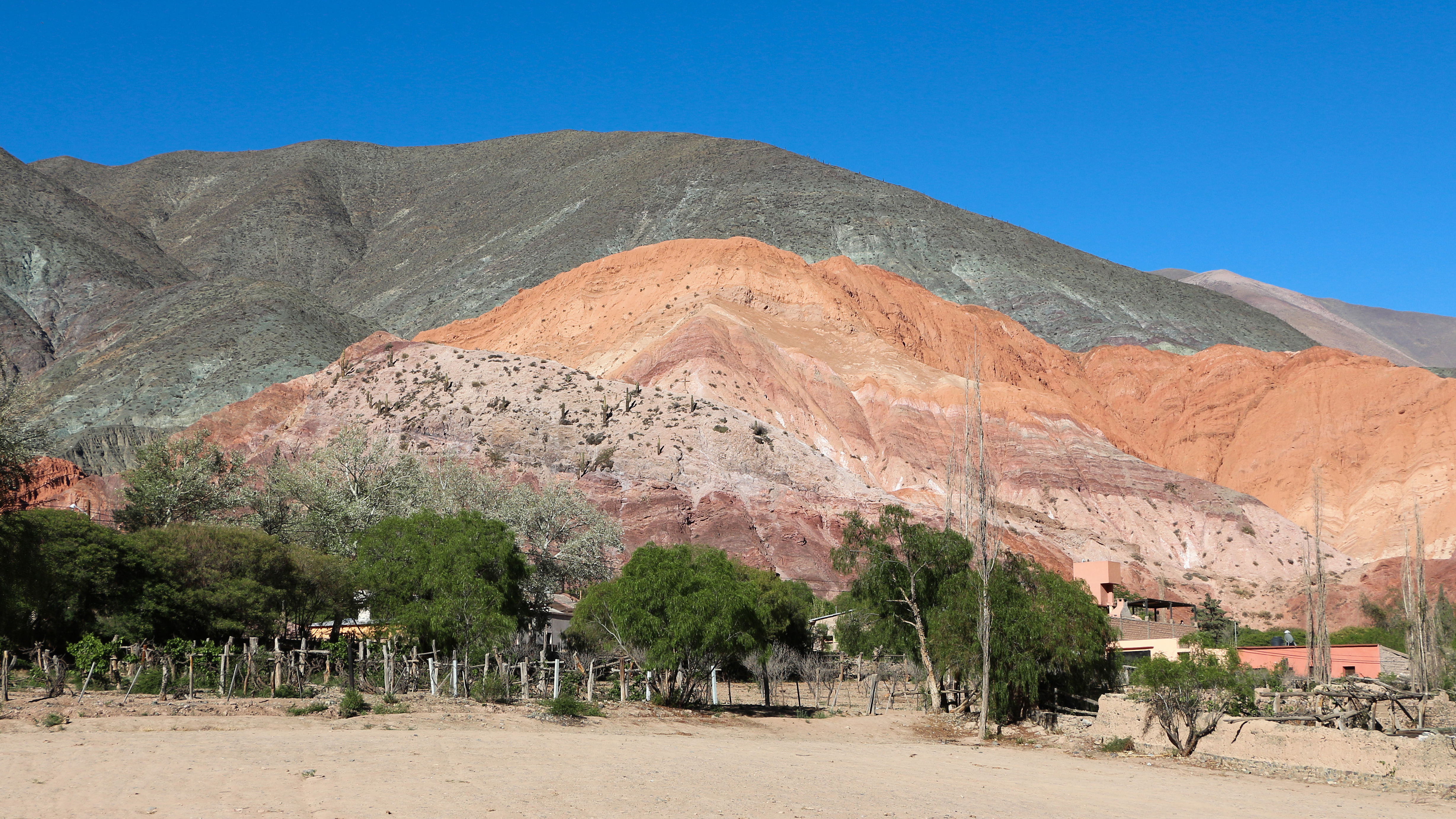
Purmamarca e il Cerro de los Siete Colores (Dorso dei Sette Colori)

La quebrada appartiene alla regione della Cordillera Oriental, ed è orientata da nord a sud. L'altitudine è più alta a nord, in base alla direzione del fiume. Di conseguenza, è una via di accesso naturale dalle pianure (la pampa) all'altopiano, e in particolare agli altopiani boliviani. Questa funzione di passaggio è stata utilizzata fin dall'epoca precolombiana. Attualmente è utilizzata dalla Strada Nazionale 9 che collega Buenos Aires con la Bolivia.
La quebrada è una zona arida con paesaggi di grande bellezza e grande ricchezza di patrimonio culturale. Lo si può vedere nelle città che lo costeggiano da sud a nord: Purmamarca, con vista sul Cerro de los Siete Colores, Maimará, Tilcara e Humahuaca. Le condizioni climatiche rendono l'inverno, fresco e secco, la stagione ideale per visitare la quebrada.

### Punti di riferimento
- Purmamarca è rinomata per il magnifico paesaggio della sua montagna dai sette colori (Cerro de los Siete Colores) i cui strati sedimentari sono distintamente adornati con vari colori (ocra, rosso, viola, giallo, verde, ecc.) ma le cui sfumature cambiano a seconda della luce ambientale.
- La Chiesa di Santa Rosa de Lima, costruita nel 1648, è unica e pittoresca ed è stata dichiarata Monumento Storico Nazionale nel 1941. Ci sono dipinti della scuola di Cuzco e altri oggetti di grande valore artistico.
- Maimará si distingue per il suo impressionante paesaggio di colline policrome che portano il nome evocativo di Paleta del Pintor (la Tavolozza del Pittore).
- Tilcara ha un bellissimo patrimonio archeologico, in particolare le rovine di una notevole fortezza (pucará), di cui diverse parti sono abbastanza ben conservate, costruita intorno all'anno 1000 dagli indiani Omaguaca, della tribù dei Tilcaras.
- Uquía merita una sosta nella sua piccola chiesa del villaggio. Eretta nel 1691 in onore della Santa Croce, in stile coloniale e calce sbiancata, conserva alcuni dipinti realizzati nel XVII secolo dagli indiani della scuola di Cuzco.
- Humahuaca, il villaggio vivace e più popoloso della Quebrada con i suoi 11.500 abitanti, affascina con le sue case coloniali e le strette strade acciottolate. Dal suo punto più alto, dove è eretto il Monumento all'Indipendenza, la vista abbraccia l'intero villaggio circondato dalle montagne. La chiesa di Nuestra Señora de la Candelaria y San Antonio, sede del vescovado e cattedrale di Humahuaca, situata nella piazza centrale, espone interessanti dipinti della scuola di Cusco. Il Museo Storico Regionale espone costumi tradizionali e strumenti tipici. Humahuaca, dove il folklore e le tradizioni sono ancora molto vive, è il luogo di nascita del virtuoso musicista e famoso flautista Uña Ramos. A 25 chilometri da Humahuaca si trova la spettacolare catena montuosa della Serranía de Hornocal, i cui molteplici strati piegati a forma di "V" rovesciata offrono una panoplia di colori che non può che deliziare l'occhio del visitatore.
- Iruya, in realtà appartenente alla vicina provincia di Salta, è un villaggio di case in pietra o imbiancate a calce, che ha conservato le sue tradizioni indiane, è circondato da due fiumi, e offre un paesaggio mozzafiato. Tuttavia, è isolata e di difficile accesso, essendo situata alla fine di un sentiero di 50 km.
- La Quiaca, un villaggio nella puna di Jujuy, arroccato sull'altopiano dell'altipiano, è l'ultima tappa prima della Bolivia, offrendo un paesaggio mozzafiato lungo il percorso.
- Yavi, un piccolo villaggio a 15 km da La Quiaca, è notevole per le sue grotte con pitture rupestri e petroglifi.
- La Laguna de los Pozuelos, situata a 70 km a sud-ovest di La Quiaca, classificata nel 1990 come Riserva della Biosfera con il titolo di Monumento Naturale Laguna de los Pozuelos, è un lago salato ed endoreico, a 3.600 m. sul livello del mare, dove sono state registrate 44 specie di uccelli acquatici, tra cui tre specie di fenicotteri.[2]

## Cultura
La cultura locale ha conservato tradizioni millenarie che esercitano la loro influenza su usi, folklore e festività. Il Festival della Pachamama (Madre Terra) si celebra il 1° agosto di ogni anno, in particolare a Purmamarca. Il Carnevale del Nord nel mese di febbraio dà origine a famose feste in Argentina, in particolare quelle di Humahuaca.
La Quebrada de Humahuaca è celebrata in canzoni come "El Humahuaqueño",, il carnavalito di Edmundo P. Zaldívar (1953), reinterpretato da Jaime Torres o Roberto Carlos, e "Viva Jujuy", un bailecito cantato dallo stesso Jaime Torres ma anche da Mercedes Sosa. Vengono evocati i temi del carnevale, delle cholitas e degli strumenti tradizionali (l'erke, il charango e il bombo) e le montagne multicolori, che segnano un forte senso di appartenenza e orgoglio per gli abitanti di questa Quebrada.

## Galleria d'immagini

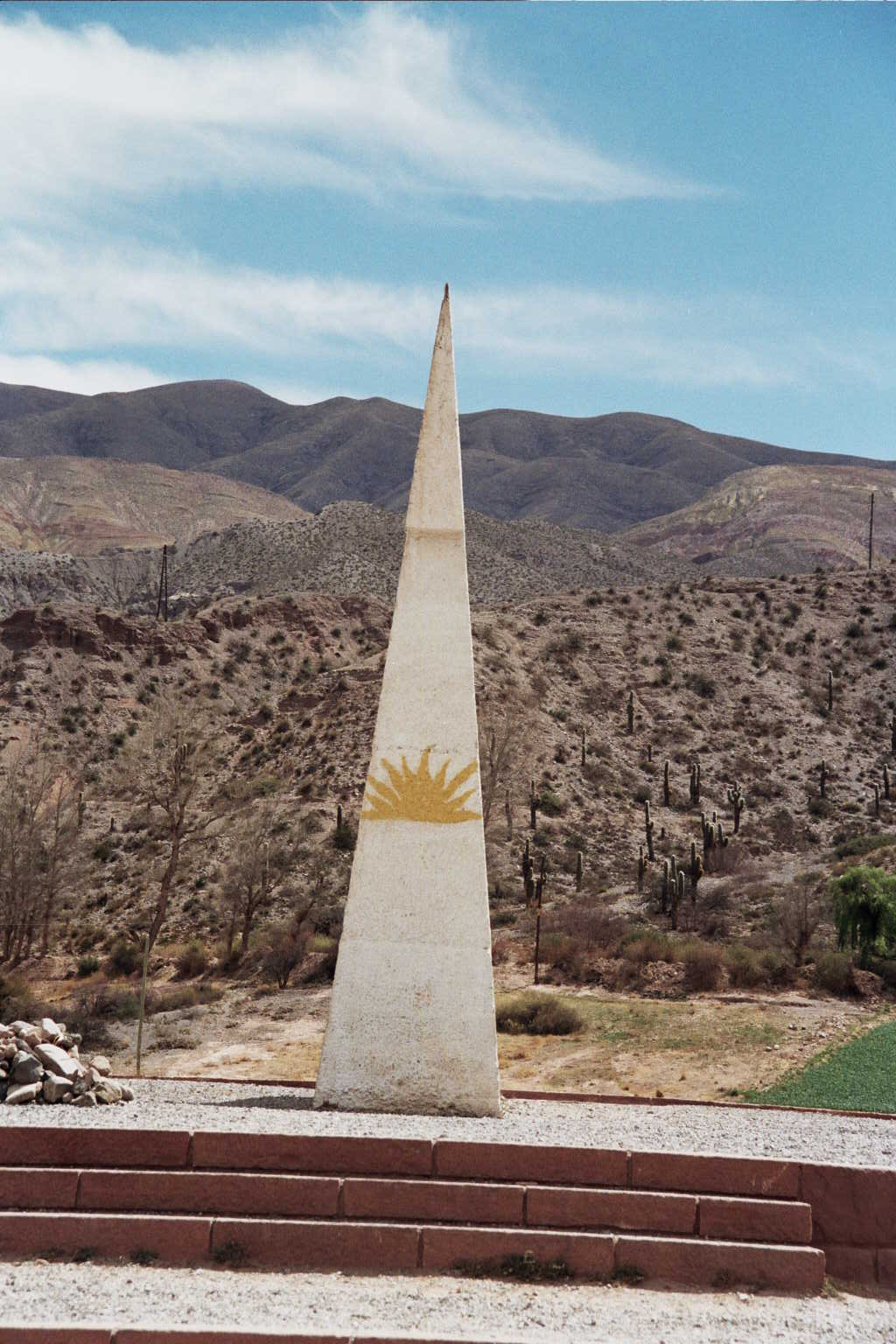
Un obelisco che segna un punto attraversato dal tropico del Capricorno
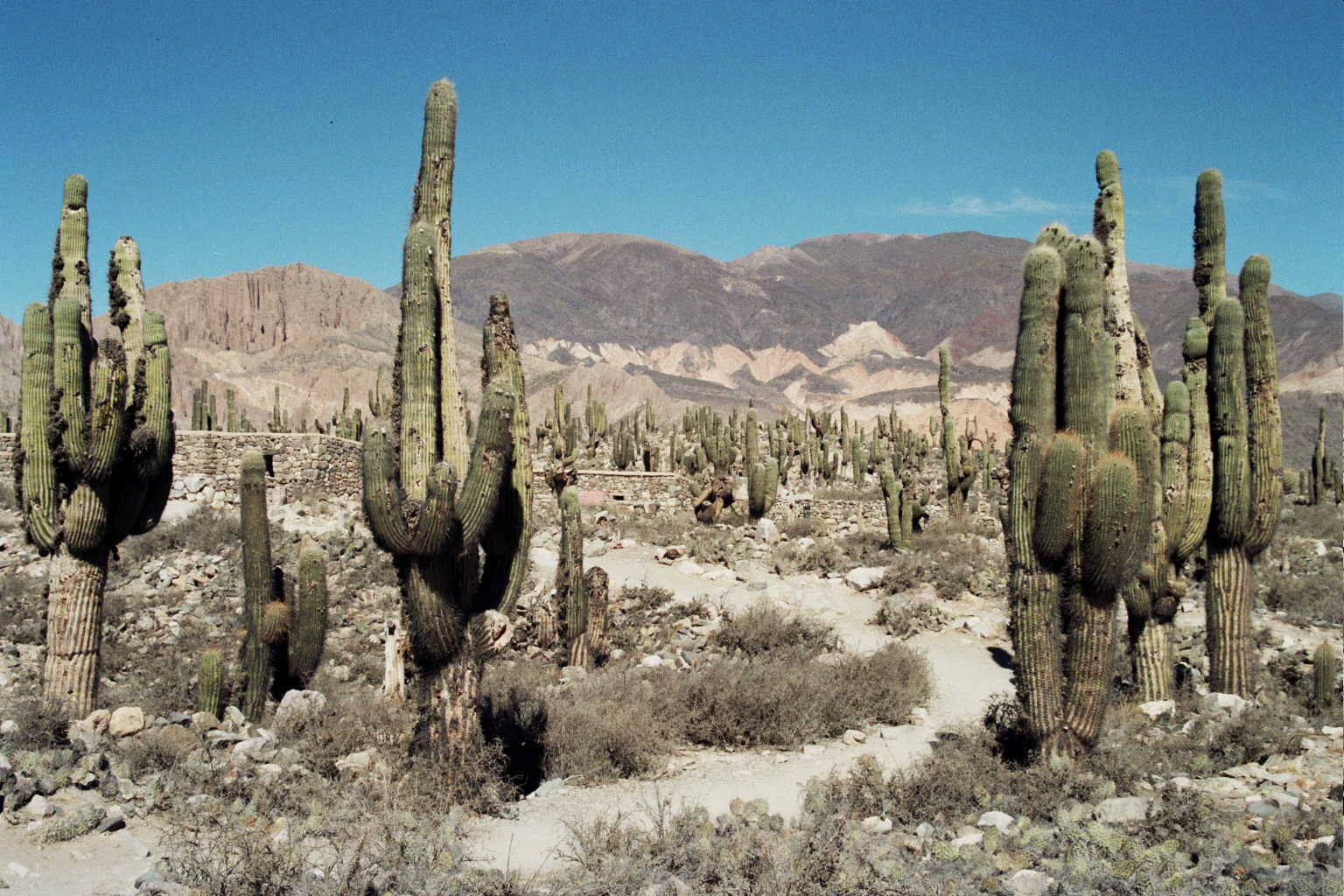
Cactus nel sito archeologico di Tilcara
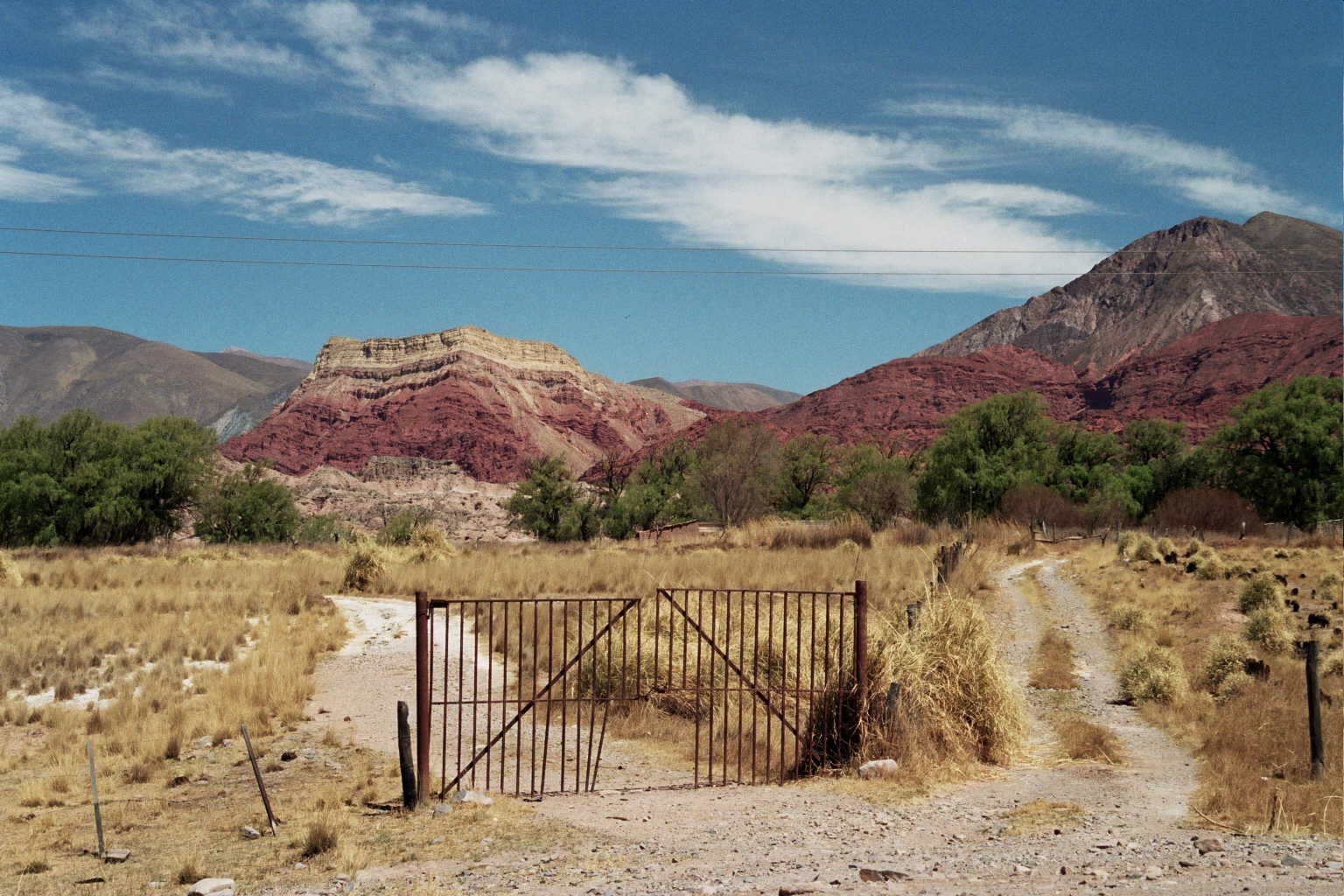
Paesaggio davanti alla Gola di Humahuaca
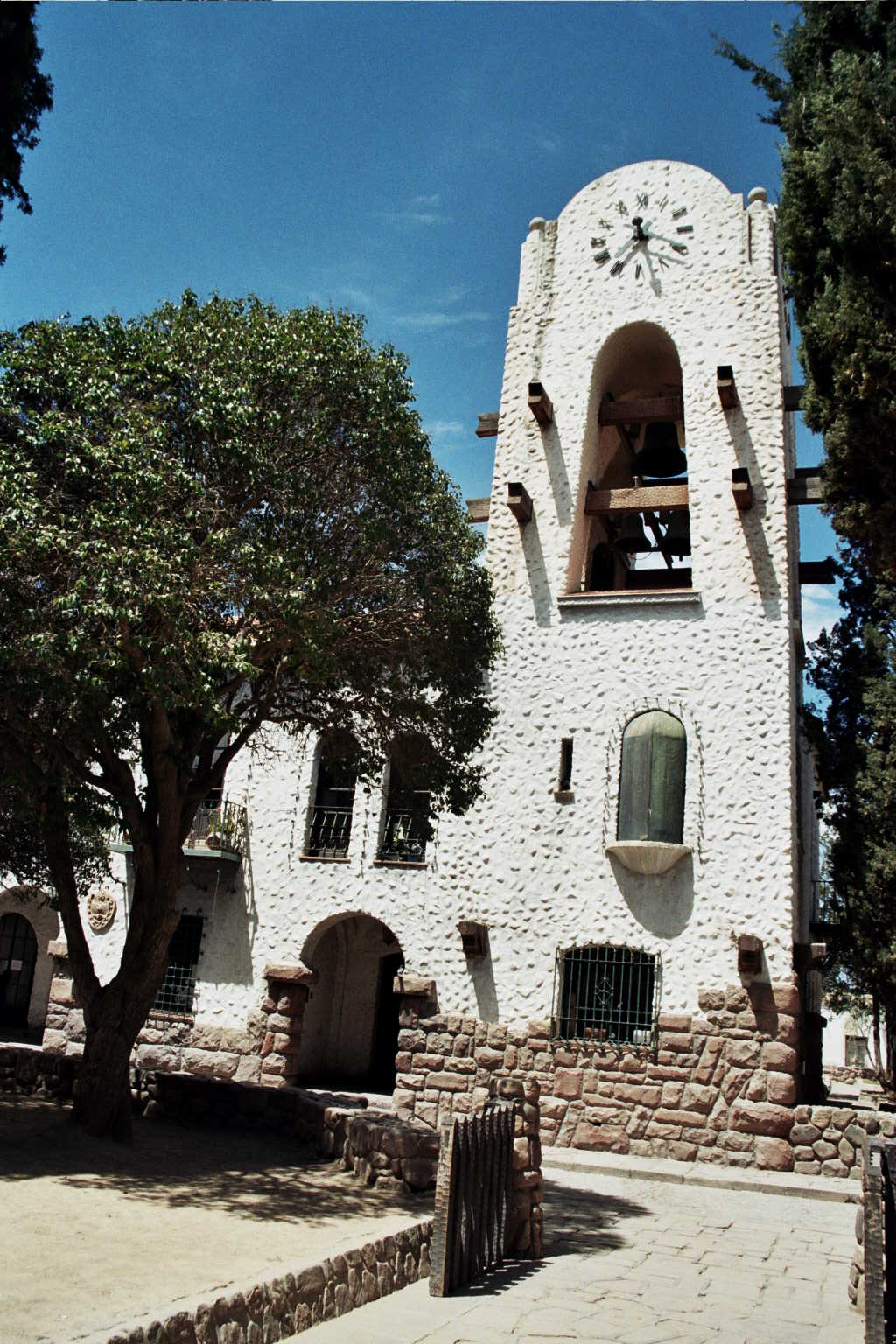
Il municipio di Humahuaca
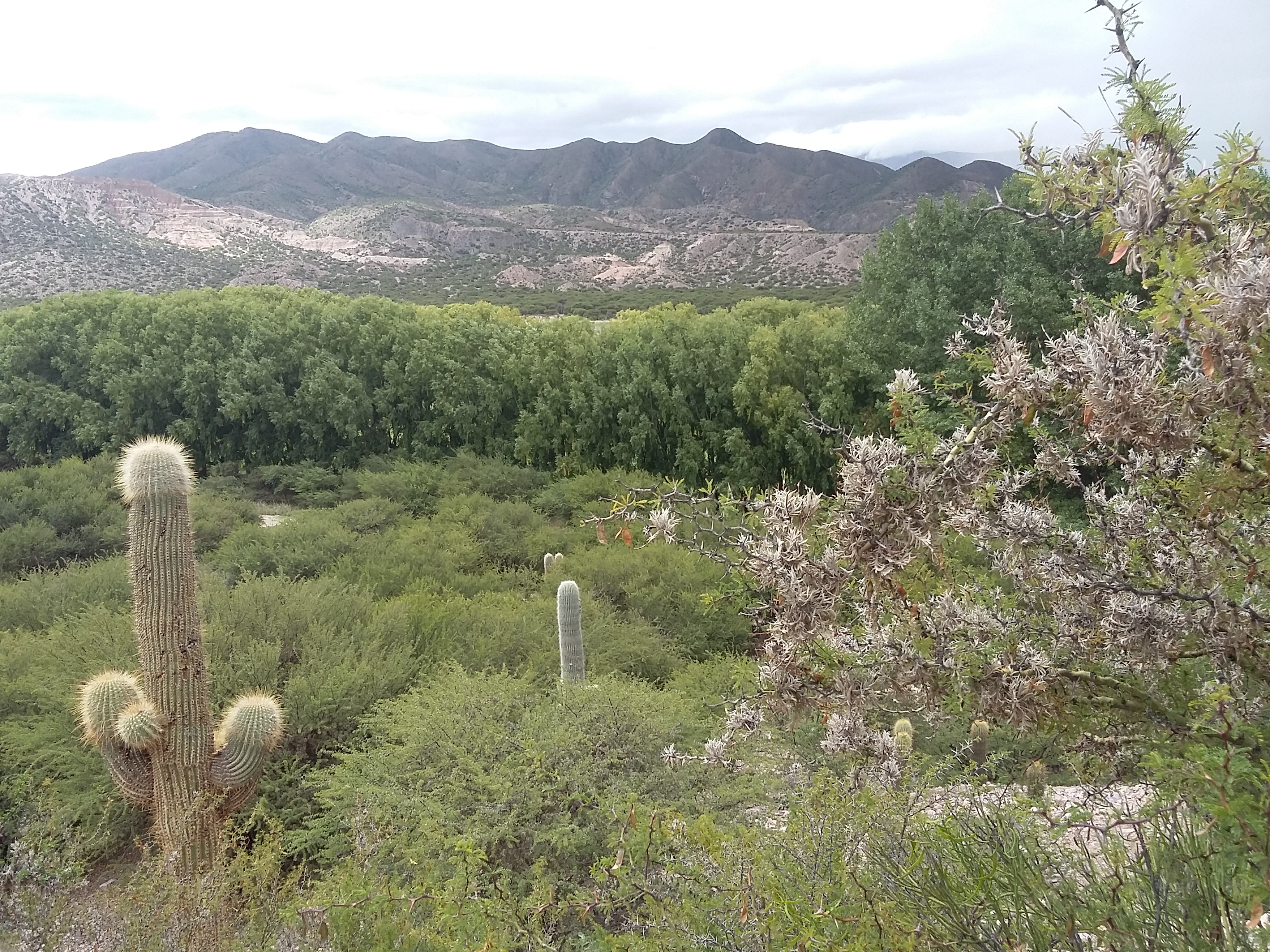
Il cardone ed il churqui / ciurchi che sopravvivono senza necessità di essere irrigati durante tutto l'anno
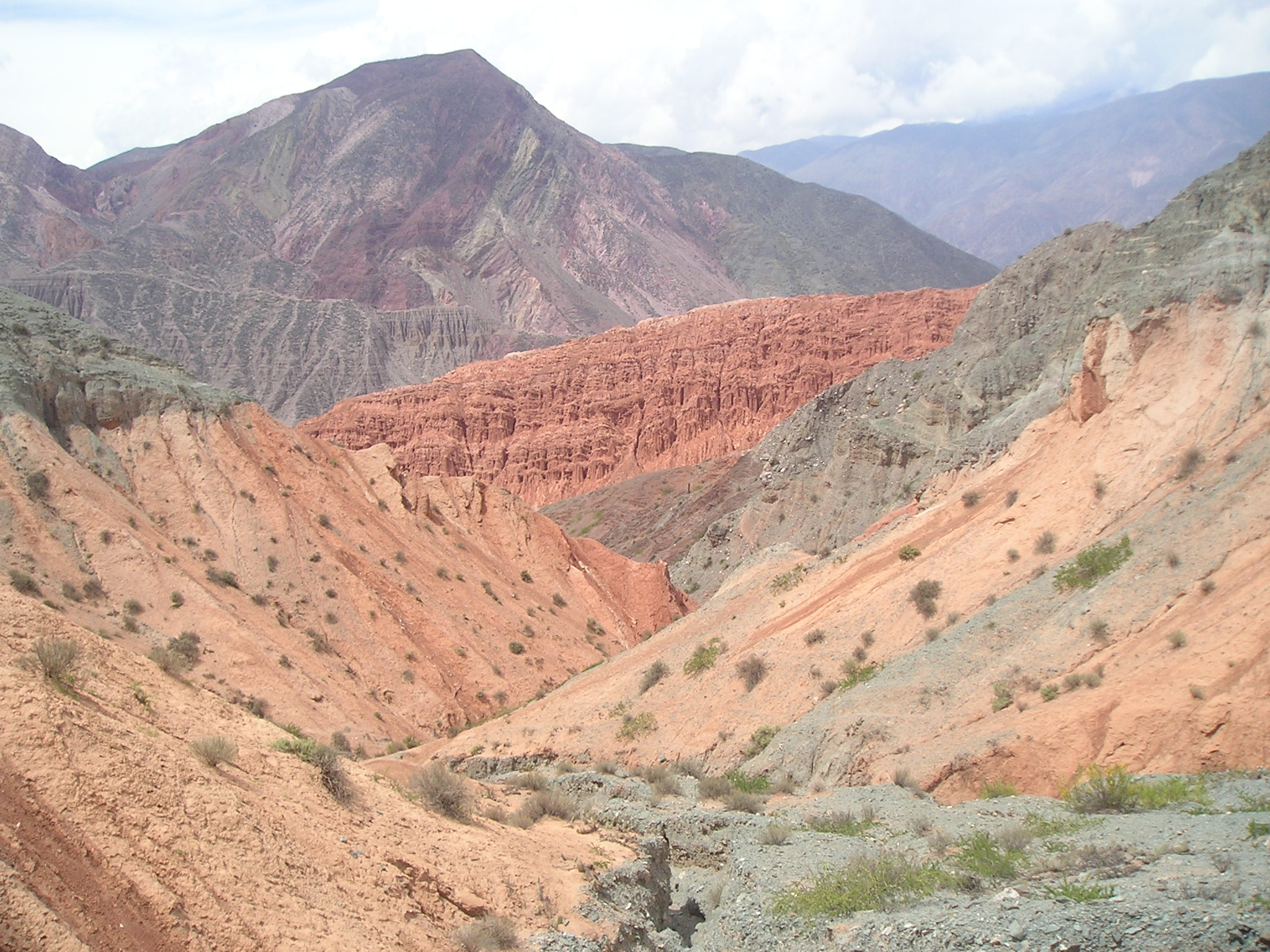
Un angolo della Gola di Humahuaca
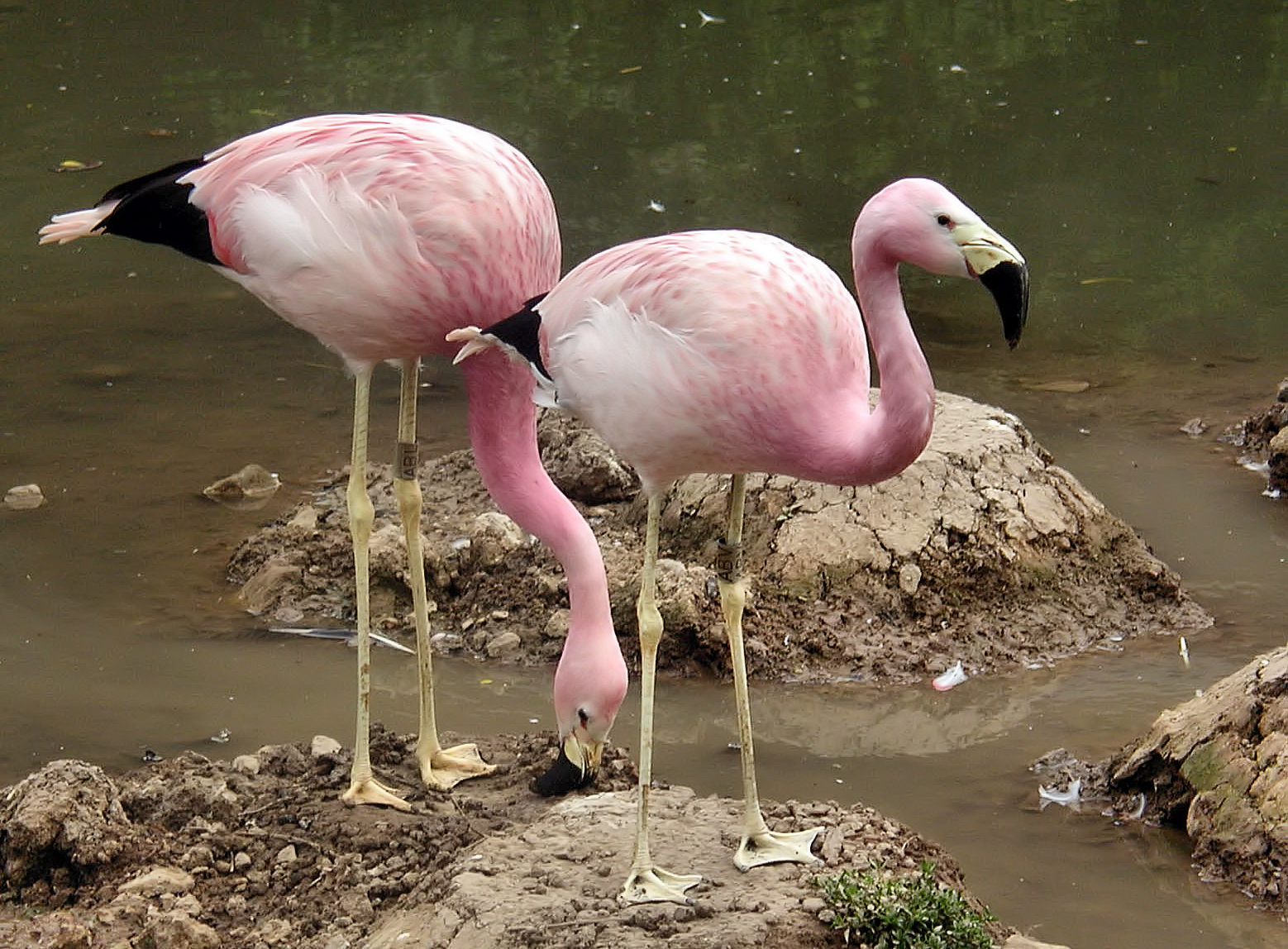
Flaminghi delle Ande o parinas / parine